# Rozprężanie
Rozprężanie – proces odwrotny do sprężania, tzn. polegający na obniżeniu ciśnienia układu; zwykle wiąże się z ekspansją.

## Rozprężanie a ekspansja
Pojęć ekspansji i kompresji nie należy mylić z pojęciami rozprężania, które charakteryzuje spadek ciśnienia termodynamicznego, dp<0 i pojęciem sprężania, przy którym dp>0.
Podczas ekspansji, dV>0, praca bezwzględna ma znak dodatni, dL>0, tzn. praca jest wykonywana przez czynnik termodynamiczny. Natomiast przy kompresji, dV<0, praca dL<0, tzn. zmniejszenie objętości wymaga wkładu pracy z zewnątrz.

## Rozprężanie w technice
Zjawisko rozprężania związanego z ekspansją i wykonywaniem pracy zachodzi w silnikach tłokowych i turbinach cieplnych. Jest to proces mający istotne znaczenie dla cywilizacji. Znaczna większość energii elektrycznej oraz energii wykorzystywanej przez transport uzyskiwana jest dzięki ekspansji i rozprężaniu gazu (turbiny cieplne, silniki tłokowe).
W maszynach rozprężanie przebiega zwykle adiabatycznie, czyli bez wymiany ciepła z otoczeniem. Jeśli nawet występują różnice temperatury, to z powodu bardzo dużych prędkości przepływu wymiana ciepła jest pomijalnie mała.